# Joop te Riele
Joop te Riele (Zutphen, 19 november 1939) is een Nederlands beeldhouwer.

## Leven en werk
Te Riele werd opgeleid aan de Academie voor beeldende kunsten in Arnhem (1965-1966) en de Koninklijke Academie voor Kunst en Vormgeving in 's-Hertogenbosch (1966-1968). Hij maakt menselijke figuren in brons, steen en kalksteen. Hij is aangesloten bij de Culturele Raad Gelderland Arnhem en de Beroepsvereniging van Beeldende Kunstenaars. Hij exposeerde onder meer in het Gemeentemuseum Arnhem (1969).
Voor het station Zutphen stond sinds 1890 een beeld van Manus, de zinken fonteinfiguur was een geschenk van de bevolking aan burgemeester jhr. H.A.D. Coenen, ter gelegenheid van diens zilveren ambtsjubileum. Het beeld werd bij een bombardement in de Tweede Wereldoorlog vernietigd. Te Riele maakte in 1974 een gestileerde uitvoering van Manus voor het stationsplein. Het beeld is later verhuisd naar de Paardenwal.
In Arnhem kent men koekjes met de naam Arnhemse meisjes. Te Riele maakte in 1980 een beeldje van een Arnhems meisje (meisjesfiguur), dat door de gemeente als gemeentelijke onderscheiding wordt gebruikt voor mensen die jarenlang op actieve en op baanbrekende wijze hebben deelgenomen aan het maatschappelijk leven in Arnhem. In 1993 werd een levensgroot bronzen exemplaar in Arnhem geplaatst.

## Werken (selectie)
- 1974 Manus, Paardenwal, Zutphen
- 1978-1979 Kringloop, Van Dorenborchstraat, Zutphen
- 1979 Liggende vrouw, Hanzehof / Coehoornsingel, Zutphen
- 1993 Arnhems meisje, Bolwerk, Arnhem

## Foto's

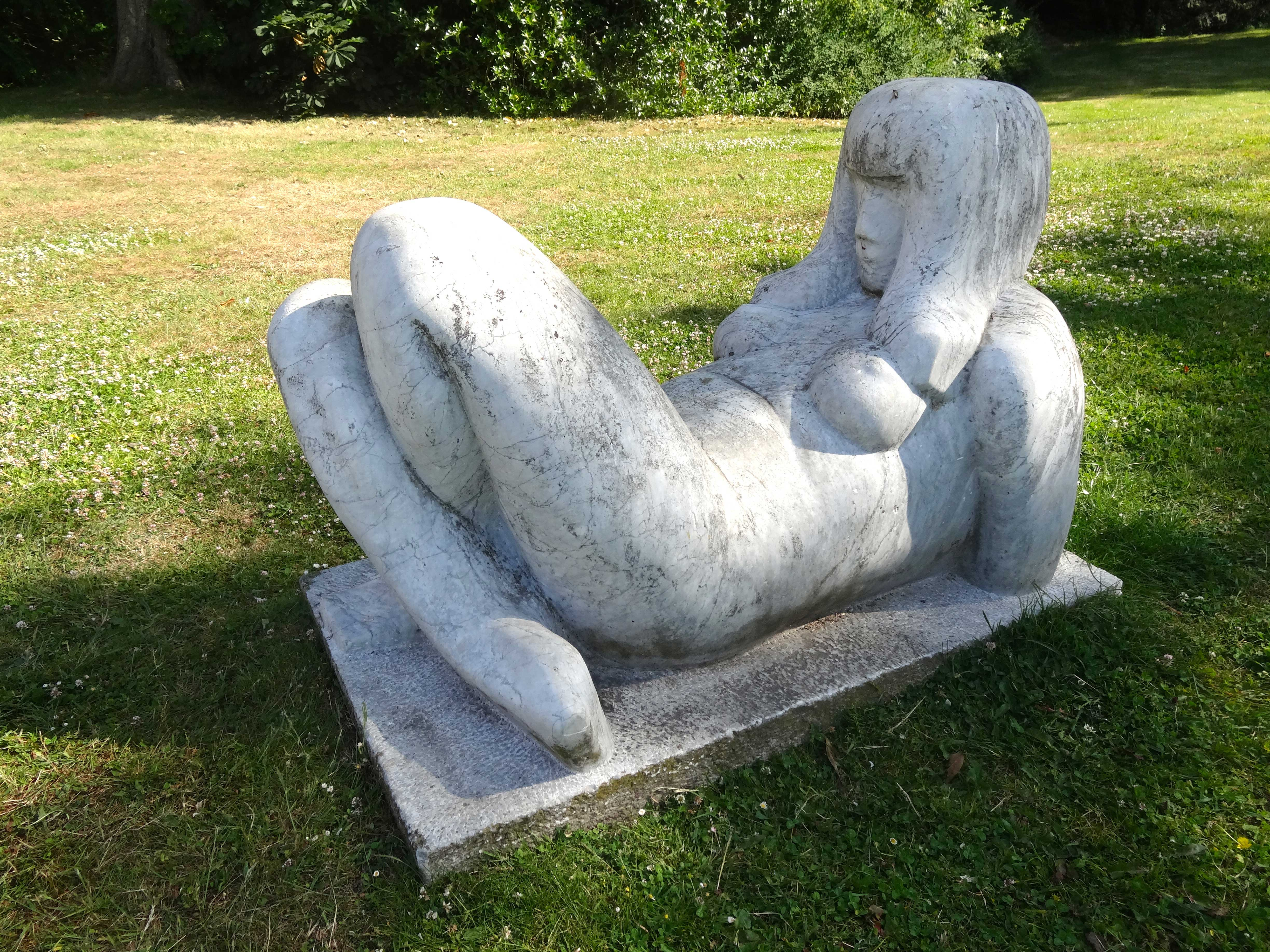
Liggende vrouw
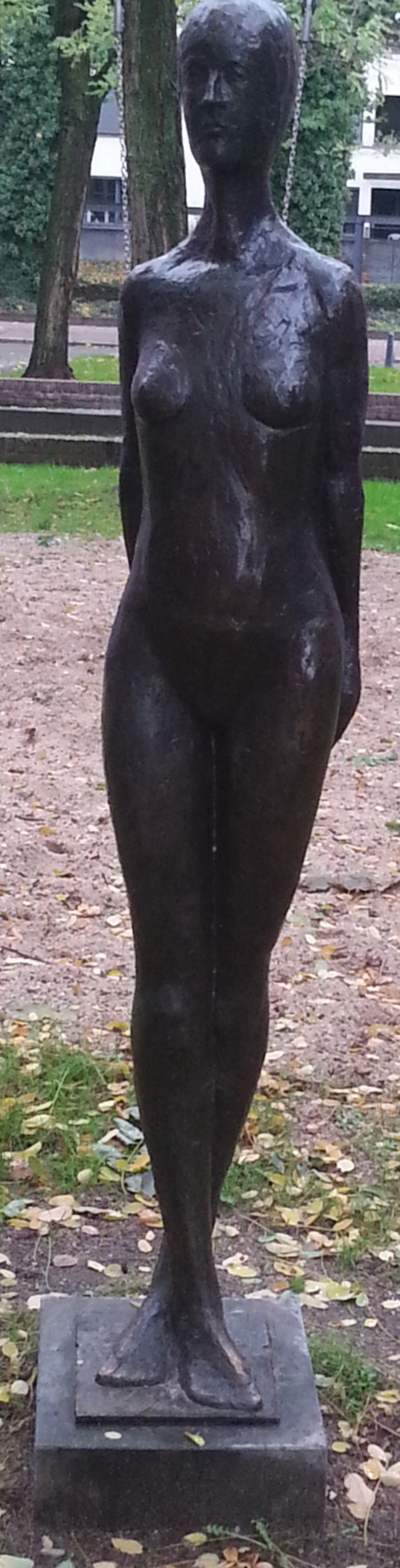
Arnhems meisje

- RKD-Nederlands Instituut voor Kunstgeschiedenis: 66802